# 廖玉明
插入非格式化文字
廖玉明，臺灣教育界人物，中原大學物理系畢業，曾任臺中市私立僑泰高級中學校長。

## 學歷
- 台中二中 畢業
- 中原大學物理系 畢業
- 政大教育行政研究所 結業

## 經歷
- 僑泰高級工商職業學校：導師（1974年8月－1975年7月）
- 僑泰高級工商職業學校：註冊組長（1975年8月－1977年1月）
- 僑泰高級工商職業學校：教務主任（1977年2月－1981年7月）
- 僑泰高級工商職業學校：實習主任（1981年8月－1988年1月）
- 僑泰高級工業家事職業學校：教務主任（1988年2月－1991年7月）
- 僑泰高級工業家事職業學校：副校長（1991年8月－1995年7月）
- 僑泰高級工業家事職業學校：校長（1995年8月－2000年7月）
- 僑泰高級中學：校長（2000年8月－2018年7月）
- 台中縣教育會常務理事
- 台中縣文教基金會董事
- 台中市文華文教基金會常務董事
- 台中市政府市政顧問
- 中華民國私立學校文教協會顧問
- 中區中原大學校友會前理事長

## 外部連結
- 僑泰高級中學網站